# Anaesthetist
Anaesthetist è un singolo del gruppo musicale britannico Enter Shikari, pubblicato il 5 gennaio 2015 come secondo estratto dal loro quarto album in studio The Mindsweep.
Anaesthetist è stato premiato, nel giugno 2015, con il premio di miglior singolo ai Kerrang! Awards 2015.

## Descrizione
Il brano si differenzia particolarmente dai precedenti singoli del gruppo, con strofe in rapping e un ritornello tra hardcore punk e metal che sfociano in un breakdown finale prettamente electronicore. Come il precedente singolo The Last Garrison, inizialmente era stato scartato dalla lista di tracce da registrare per The Mindsweep, ma il cantante Rou Reynolds riuscì a modificarla in modo da soddisfare tutti i membri della band, anche grazie alla sua diversità rispetto agli altri brani dell'album.

Anche se il singolo è stato pubblicato prima dell'uscita dell'album di provenienza, il brano era già stato presentato dalla band attraverso un video registrato il 25 giugno 2014 e pubblicato il giorno successivo, nel quale veniva provato dal vivo sul palco dell'Hatfield Forum. Parlando del brano, Rou Reynolds ha detto: 
Del brano sono stati realizzati due remix ufficiali, rispettivamente a opera del duo drum and bass Koven (presente nella riedizione digitale del singolo) e di Reso (realizzato per l'album di remix The Mindsweep: Hospitalised).

## Video musicale
Il video ufficiale del brano, diretto da Mike Tyler e prodotto da Janna Bartlett per Burning Reel, è stato pubblicato lo stesso giorno dell'uscita del singolo sul canale YouTube degli Enter Shikari. Nel video vengono alternate immagini in cui la band suona il brano ad altre dove un uomo, camminando per strada, inizia a tossire sangue e si dirige quindi verso un ospedale. All'interno della struttura, nel frattempo, le numerose persone in fila protestano con la donna all'accettazione per poter entrare il prima possibile. All'entrata dell'uomo, la donna lo riconosce e si avvicina velocemente a lui per farlo entrare subito, facendogli saltare la fila tra lo stupore generale. All'uomo vengono date alcune pillole, e immediatamente guarito si veste con la sua divisa, rivelandosi un anestesista dell'ospedale. Inizia quindi a occuparsi del suo paziente, che si rivela essere il cantante Rou Reynolds; dopo essersi messo la maschera laringea, però, il suo battito cardiaco cessa al finire del brano. Alla fine del video compare su schermo una frase del polito britannico Aneurin Bevan: 

## Tracce
Testi di Rou Reynolds, musiche degli Enter Shikari.
CD promozionale
1. Anaesthetist (Radio Edit) (Clean) – 2:49
2. Anaesthetist (Original) – 2:55

Download digitale
1. Anaesthetist – 2:55
2. Anaesthetist (Koven Remix) – 6:45

## Formazione
- Rou Reynolds – voce, tastiera, sintetizzatore, programmazione
- Rory Clewlow – chitarra, voce secondaria
- Chris Batten – basso, voce secondaria
- Rob Rolfe – batteria, percussioni

## Classifiche
| Classifica (2015)          | Posizione massima |
| -------------------------- | ----------------- |
| Regno Unito (independent)  | 17                |
| Regno Unito (rock & metal) | 9                 |